# Franz Isser
Franz Isser (* 17. August 1932 in Matrei am Brenner; † 16. März 2024 in Saalfelden) war ein früherer österreichischer Bobsportler.
Franz Isser stammte aus einer Familie erfolgreicher österreichischer Bob- und Rodelsportlern. Zur Familie gehörten zudem Heinrich, Fritz, Maria, Paul und Josef Isser. Er feierte seinen größten internationalen Erfolg bei der Bob-Weltmeisterschaft 1962 in Garmisch-Partenkirchen, als er gemeinsam mit seinen Brüdern Josef, Heinrich und Fritz die Bronzemedaille gewann. Zwei Jahre später startete er bei den Olympischen Spielen 1964 in Innsbruck mit Reinhold Durnthaler im Zweierbob und wurde dort Neunter.